# 舍布魯克
舍布魯克（法語：、法語發音：[ʃɛʁˈbʁʊk] ⓘ）是加拿大的一個城市。位於魁北克省西南部。2006年，該市大約有人口17萬人。是艾第地區的最大城市。該市早期由说英語的居民居多，但現在已變為法語居民占優。
舍布鲁克在19世纪发展成为制造业中心，如今服务业十分发达。
舍布鲁克地区四周被群山环绕，河流纵横，湖泊众多。附近有几处滑雪场和许多富有当地特色的旅游景点。市内的大型公园 Mont-Bellevue Park 提供高山滑雪设施。
该城市于1818年以加拿大前总督约翰·科普·舍布鲁克（John Coape Sherbrooke）的名字命名。